# Arabia Mountain
Arabia Mountain — шестой студийный альбом американской рок-группы Black Lips. Он был выпущен 7 июня 2011 года.

## История
После десятилетия игры дико небрежного, захватывающе беспорядочного гаражного шума, который всегда казался на грани краха, Black Lips, должно быть, захотели что-то изменить. Поэтому для своего альбома 2011 года Arabia Mountain они отправились в студию с крутым продюсером Марком Ронсоном, чтобы уплотнить и упорядочить своё звучание. Привычная мрачная дымка, в которой, казалось, были заперты их альбомы, исчезла, и барабаны теперь звучат здорово, гитары звучат чётко, а вокал гордо выступает вперёд. К обычному набору гитары, баса и барабанов добавлены акустические гитары, вокальные гармонии, музыкальные пилы и саксофоны, как для глубины, так и для разнообразия.

## Отзывы
| Совокупная оценка | Совокупная оценка |
| Источник          | Оценка            |
| ----------------- | ----------------- |
| AnyDecentMusic?   | 7.6/10            |
| Metacritic        | 80/100            |
| Оценки критиков   |                   |
| Источник          | Оценка            |
| AllMusic          | [ 1 ]             |
| The Guardian      | [ 4 ]             |
| Pitchfork         | 7.7/10            |
| PopMatters        | 9/10              |
| NME               | 8/10              |
| Spin              | 7/10              |
| Slant Magazine    | [ 9 ]             |
| The A.V. Club     | (B)               |

Альбом получил положительные отзывы музыкальной критики и интернет-изданий.
На Metacritic, где рецензии ведущих изданий оцениваются по средневзвешенной шкале из 100, этот релиз получил средний балл 80 на основе 25 рецензий. На сайте AnyDecentMusic? релиз получил оценку 7,7 из 10 на основе консенсуса критиков, основанного на 24 рецензиях.
Тим Сендра из AllMusic отметил, что «Песни вырываются из динамиков с невиданной ранее для группы силой, почти половина альбома могла бы стать хитами летних рок-радиостанций или хитами танцевальных вечеринок. Более медленные и тихие песни обладают ясностью и силой, о которых раньше можно было лишь намекнуть. Это смелый шаг для группы, ведь они могли бы легко оттолкнуть всех поклонников, которые любят их за дикость и непредсказуемость ранних записей (и концертов). Arabia Mountain — возможно, лучший альбом группы на сегодняшний день. Это возрождение группы, которая, возможно, выдохлась, но, что ещё важнее, альбом — это взрыв от начала до конца, и это всё, что действительно важно».

## Список композиций
| №   | Название                                 | Автор(ы)  | Длительность |
| --- | ---------------------------------------- | --------- | ------------ |
| 1.  | «Family Tree»                            | Alexander | 2:36         |
| 2.  | «Modern Art»                             | Swilley   | 2:04         |
| 3.  | «Spidey's Curse»                         | Alexander | 2:49         |
| 4.  | «Mad Dog»                                | Swilley   | 2:02         |
| 5.  | «Mr. Driver»                             | Alexander | 2:49         |
| 6.  | «Bicentennial Man»                       | Bradley   | 2:19         |
| 7.  | «Go Out and Get It»                      | Bradley   | 1:55         |
| 8.  | «Raw Meat»                               | Alexander | 1:48         |
| 9.  | «Bone Marrow»                            | Swilley   | 2:52         |
| 10. | «The Lie»                                | Bradley   | 3:13         |
| 11. | «Time»                                   | St. Pe    | 2:46         |
| 12. | «Dumpster Dive»                          | Alexander | 2:23         |
| 13. | «New Direction»                          | Swilley   | 2:29         |
| 14. | «Noc-a-Homa»                             | Swilley   | 2:00         |
| 15. | «Don't Mess Up My Baby»                  | Alexander | 2:45         |
| 16. | «You Keep On Running»                    | Alexander | 4:25         |
| 17. | «Kiss It Goodbye» ([iTunes Bonus Track]) |           | 3:38         |

## Чарты
| Чарт (2011)                            | Высшая позиция |
| -------------------------------------- | -------------- |
| США (Billboard 200)                    | 122            |
| США (Billboard Independent Albums)     | 22             |
| США (Billboard Top Heatseekers Albums) | 1              |
| США (Billboard Top Rock Albums)        | 44             |
| США (Billboard Vinyl Albums)           | 3              |